# Rob Peace
Rob Peace ist ein Filmdrama von Chiwetel Ejiofor. Es handelt sich um eine Filmbiografie über Robert Peace und basiert auf der Bestseller-Biografie von Jeff Hobbs. Die Weltpremiere erfolgte im Januar 2024 beim Sundance Film Festival. Der US-Kinostart erfolgte Anfang August 2024.

## Handlung
Robert 'Rob' Peace, von seinen Eltern Shaun genannt, ist ein kluger Junge, lebt in einem verarmten Teil von Newark und besucht die Grundschule. Auch wenn sein Vater Skeet und seine Mutter Jackie  nicht zusammen sind, spielt sein Vater eine große Rolle in seinem Leben.
Fest entschlossen, dass ihr Sohn nicht getötet werden oder im Gefängnis enden soll, hat Jackie mehrere Jobs, um ihm den Besuch einer privaten Jungenschule namens St. Benedict zu ermöglichen. Dort wird seine Brillanz herausgefordert und weiter gefördert. In Curtis und Tavares trifft er Freunde fürs Leben.
Als Stipendiat schließt er sein Studium in molekularer Biophysik und Biochemie in Yale ab. Nun führt er ein Doppelleben, ist einerseits Wissenschaftler und in der Forschung tätig, verdient aber gleichzeitig sechsstellige Beträge mit dem Verkauf von Marihuana.

## Biografisches
Der Film basiert auf der Bestseller-Biografie mit dem Titel The Short and Tragic Life of Robert Peace: A Brilliant Young Man Who Left Newark for the Ivy League  von Jeff Hobbs. Robert Peace wuchs in Orange in New Jersey auf. Sein Vater verbüßte wegen zweifachen Mordes eine lebenslange Freiheitsstrafe. Seine Mutter Jackie musste daher alleine für ihren Sohn sorgen. Zunächst besuchte Peace die St. Benedict's Preparatory School in Newark und studierte anschließend Biochemie und Biophysik in Yale. Am College war Hobbs einer von Peace' Mitbewohnern.
Nach seinem Abschluss im Jahr 2002 kehrte er nach St. Benedict zurück, wo er Biologie lehrte. Er verdiente gleichzeitig sechsstellige Beträge mit dem Verkauf von Marihuana. Peace wurde im Mai 2011 im Alter von 30 Jahren durch einen Schuss getötet. Seine Leiche wurde in einer Kellerwohnung in der Smith Street in Newark aufgefunden. Ursprünglich hatte Hobbs’ Biografie als eine Laudatio auf Peace begonnen. Er habe etwas zum Gedenken an seinen Freund schreiben wollen, so der schon zum Zeitpunkt von Peace’ Tod tätige Autor.

## Produktion

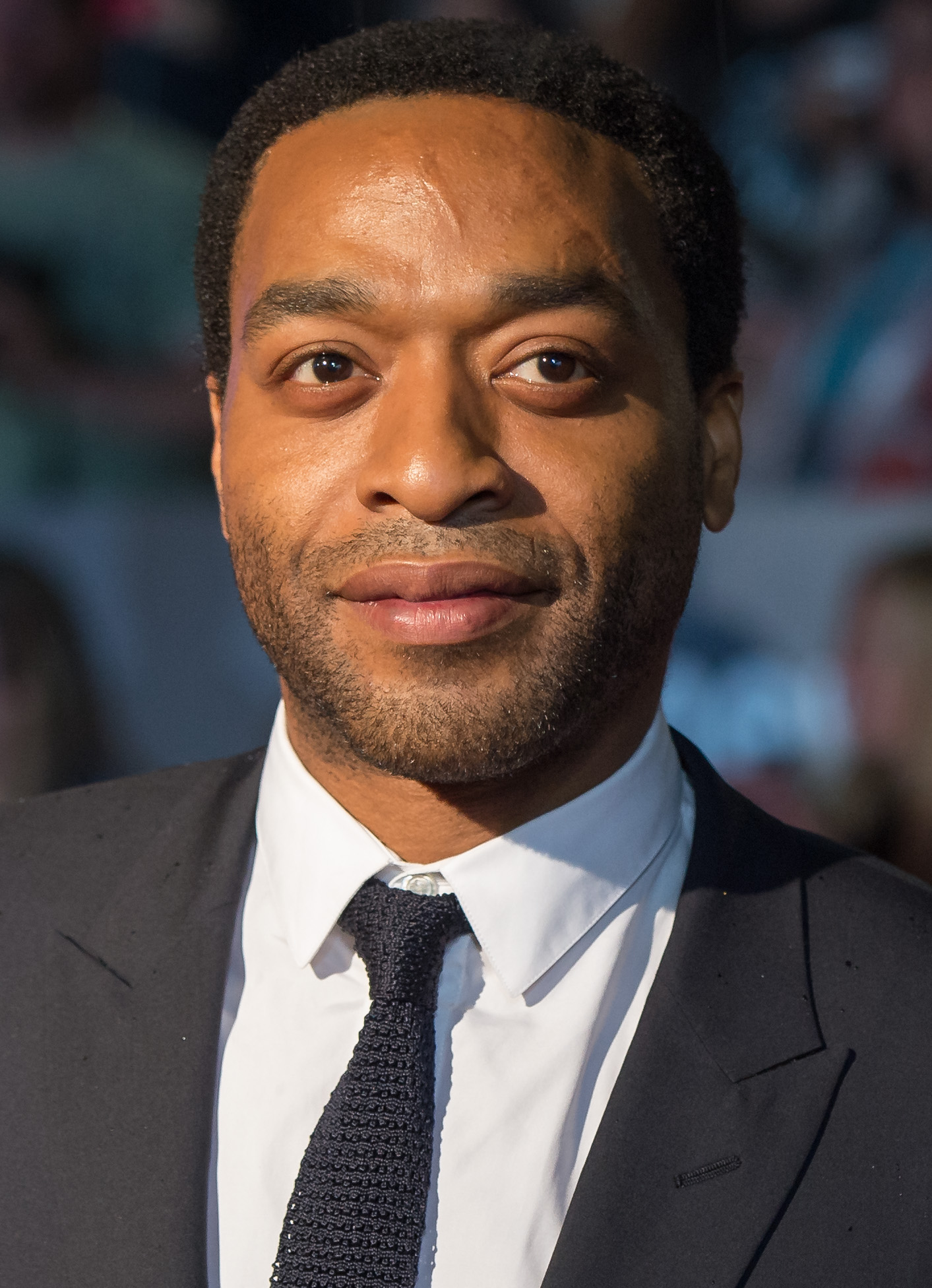
Regisseur Chiwetel Ejiofor

Regie führte Chiwetel Ejiofor, der auch die Biografie von Hobbs adaptierte. Es handelt sich bei Rob Peace um seine zweite Regiearbeit nach Der Junge, der den Wind einfing aus dem Jahr 2019. Peace’ Mutter erzählte dem Regisseur, nach seinem Tod seien Fernsehteams gekommen, die in ihrer Straße filmten. Zu den Produzenten des Films gehören neben Antoine Fuqua und Alex Kurtzman auch Jeff Hobbs’ Ehefrau Rebecca.
Jay Will, bekannt aus den Fernsehserien Tulsa King und The Marvelous Mrs. Maisel, spielt in der Titelrolle Robert „Rob“ Peace. Es handelt sich um Wills erste Hauptrolle in einem Film. Als Junge wird er von Jelani Dacres gespielt. Mary J. Blige spielt dessen Mutter Jackie und Regisseur Chiwetel Ejiofor seinen Vater Skeet. Jeff Hobbs, der Autor der Biografie über Peace, wird im Film von Benjamin Papac gespielt. Noah Epps und Curt Morlaye spielen Robs Freunde Curtis und Tavares, die er bereits von der St. Benedict kennt. Mare Winningham spielt eine von Robs Professorinnen in Yale. In weiteren Rollen sind die Singer-Songwriterin Camila Cabello als Robs Freundin Naya und Michael Kelly als Reverend Edwin Leahy zu sehen.
Die Filmmusik komponierte Jeff Russo, der zuvor insbesondere für Fernsehserien wie Fargo, Star Trek: Discovery und Love & Death tätig war.
Die Weltpremiere von Rob Peace fand am 22. Januar 2024 beim Sundance Film Festival statt. Ende April 2024 wurde der Film beim San Francisco International Film Festival gezeigt. Im Juni 2024 wurde der Film beim Sundance Film Festival: London vorgestellt. Republic Pictures sicherte sich die Rechte für Nordamerika. Am 2. August 2024 kam der Film in ausgewählte US-Kinos. Dort erhielt der Film von der MPAA ein R-Rating, was einer Freigabe ab 17 Jahren entspricht.

## Rezeption

### Kritiken
Von den bei Rotten Tomatoes aufgeführten Kritiken sind 75 Prozent positiv.

### Auszeichnungen
NAACP Image Awards 2025
- Nominierung als Bester Independent-Film[16]